# Dreams (FIELD OF VIEWの曲)
『Dreams』（ドリームズ）はFIELD OF VIEWの6thシングル。

## 解説
- 辻尾有佐（辻尾有紗）からの提供作品。辻尾にとって本作が作詞家デビュー作であり、このとき自らの歌手デビュー前であった。
- ジャケットは東京湾で撮影された。

## 収録曲
1. Dreams
作詞：辻尾有佐　作曲：織田哲郎　編曲：徳永暁人
日本テレビ系ドラマ『ナチュラル 愛のゆくえ』エンディングテーマ
ミュージックビデオは昭和記念公園で撮影され、撮影の当日にベースの新津健二が、2時間も遅刻した旨を、新津本人が後年打ち明けた。
2. Someday
作詞・作曲：浅岡雄也　編曲：徳永暁人
仮タイトルは「親父の涙」。これはLive Horizon Ver.1のパルテノン多摩での初日公演で、浅岡の父親が泣いているのを浅岡が見つけ、そのあと同会場の楽屋で書いた曲のため。「SINGLES COLLECTION+4」に収録されている。
3. Dreams（オリジナルカラオケ）

## 収録アルバム
- SINGLES COLLECTION+4 (#1,2)
- the FIELD OF VIEW BEST 2001 Limited Edition of Asia (#1)
- Memorial BEST 〜Gift of Melodies〜 (#1)
- complete of FIELD OF VIEW at the BEING studio (#1)
- BEST OF BEST 1000 FIELD OF VIEW (#1)
- FIELD OF VIEW BEST HITS (#1)
- FIELD OF VIEW 25th Anniversary Extra Rare Best 2020 (#1)